# Cédric Grand
Pour l’article homonyme, voir Grand.
Cédric Grand, né le 14 janvier 1976 à Genève, est un bobeur suisse.

## Biographie
Cédric Grand se met au bobsleigh après une carrière en athlétisme. Il participe à quatre Jeux olympiques d'hiver de 1998 à 2010 avec différents pilotes. En 2006 aux Jeux olympiques de Turin, il obtient la médaille de bronze olympique du bob à quatre avec Martin Annen, Thomas Lamparter et Beat Hefti. Il commence ensuite le culturisme, sport dans lequel il est notamment vice-champion du monde amateur dans la catégorie poids lourds en 2013.

## Palmarès

### Bobsleigh

#### Jeux olympiques
- Jeux olympiques d'hiver de 1998 à Nagano (Japon) :
  - 4e en bob à 2 avec Christian Reich
  - 7e en bob à 4
- Jeux olympiques d'hiver de 2002 à Salt Lake City (États-Unis) :
  - 4e en bob à 4
- Jeux olympiques d'hiver de 2006 à Turin (Italie) :
  - 8e en bob à 2 avec Ivo Rüegg
  -  Médaille de bronze en bob à 4 avec Martin Annen, Thomas Lamparter et Beat Hefti.
- Jeux olympiques d'hiver de 2010 à Vancouver (Canada) :
  - 4e en bob à 2 avec Ivo Rüegg
  - 6e en bob à 4

### Championnats monde
- 4e en 1999 en bob à 4 avec Reto Götschi.
- 4e en 2000 en bob à 2 avec Reto Götschi.
- Médaille d'argent en 2001 en bob à 2 avec Reto Götschi.
- 4e en 2005 en bob à 2 avec Ivo Rüegg.
- 4e en 2005 en bob à 4 avec Martin Annen.
- Médaille d'or en 2007 en bob à 4 avec Ivo Rüegg.
- Médaille d'or en 2009 en bob à 2 avec Ivo Rüegg.
- Médaille d'argent en équipe mixte en 2009.

#### Championnats d'Europe
- Médaille d'or en 2006 en bob à 4 avec Martin Annen.
- Médaille d'argent en 2010 en bob à 4 avec Ivo Rüegg.

### Athlétisme
- Recordman suisse sur 60 m (6 s 60 en 1999)

### Culturisme
- Vice-champion du monde amateur dans la catégorie poids lourds en 2013